# گندراسوی لکه‌دار
گندراسوی لکه‌دار (نام علمی: Spilogale) نام یک سرده از تیره گندراسو است.